# … und nichts als die Wahrheit

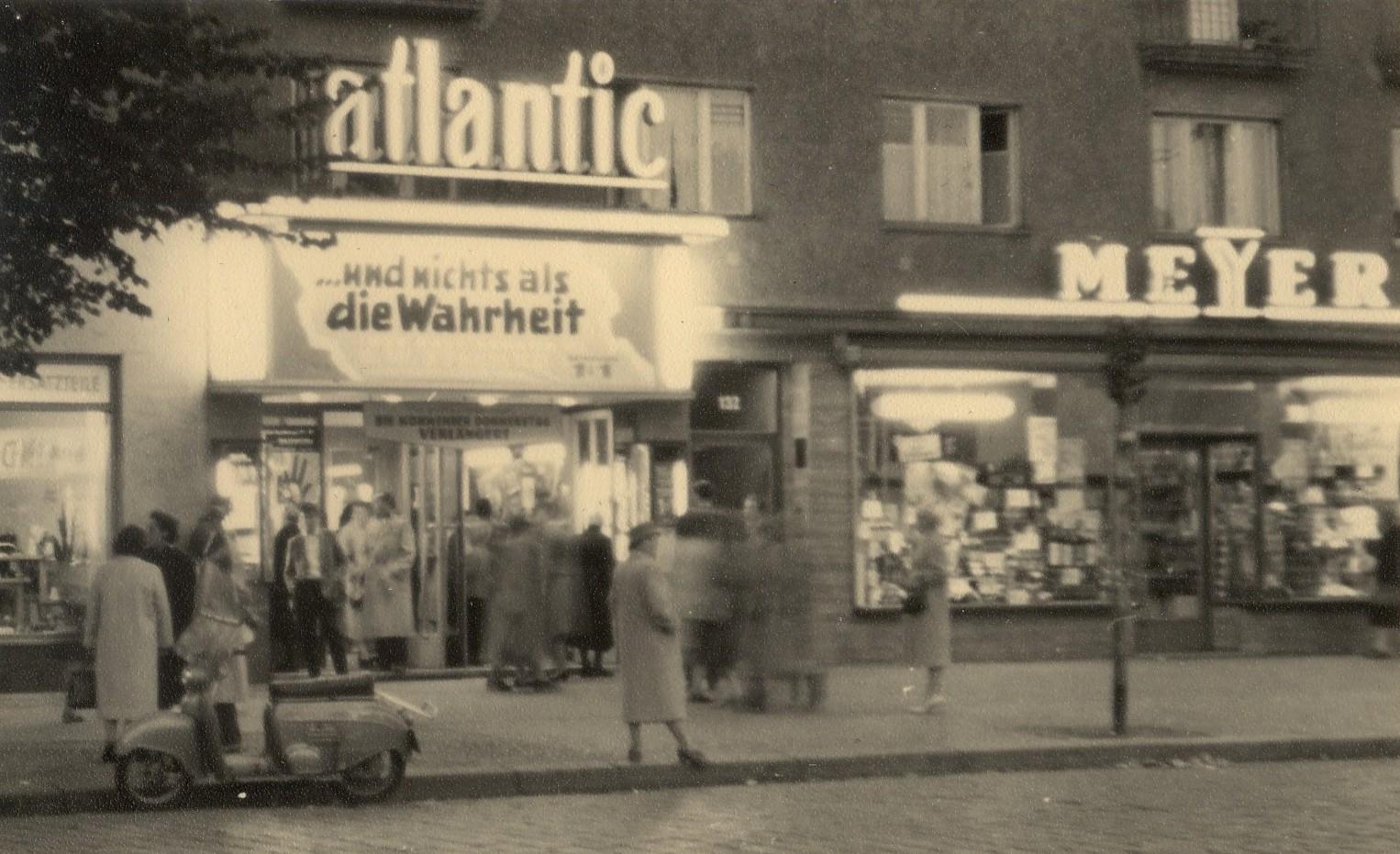
Der Film in einem Weddinger Kino

… und nichts als die Wahrheit ist ein deutscher Kriminalfilm aus dem Jahr 1958. Unter der Regie von Franz Peter Wirth spielten O. W. Fischer und Marianne Koch die Hauptrollen.

## Handlung
Der Arzt Dr. Stefan Donat ist bis über die Knopfleiste verschuldet. Als die unheilbar krebskranke Agnes Donat verstirbt, hinterlässt sie Stefan ihr gesamtes Vermögen. Dies ist umso erstaunlicher, als Stefan und Agnes seit Jahren voneinander geschieden waren. Auch erscheint es der ermittelnden Polizei und Staatsanwaltschaft mehr als merkwürdig, dass Agnes ihr Testament unmittelbar vor ihrem Tod zugunsten Stefans geändert hat. Die ursprüngliche Erbin sollte die gerade erst 23 Jahre alte Cousine der Toten, Mingo Fabian, werden. Als man auch noch Giftspuren entdeckt, gerät Dr. Donat bald in den Verdacht, seine geschiedene Gattin vorsätzlich getötet zu haben. Nur er, so wird behauptet, habe unter den in Frage kommenden Verdächtigen an das Gift kommen können. Agnes‘ Leiche wird daraufhin exhumiert. Für Donat wird es nunmehr eng, man klagt ihn des vorsätzlichen Mordes an.
Mingo beschließt in der Zwischenzeit, das Testament anzufechten. Doch ist es nicht sie, die hinter diesem Schritt steckt, da auch Mingo mit Stefan Donat befreundet ist. Vielmehr drängt sie ihr Lebensgefährte, der Anwalt Dr. Bernburger, zur Anfechtung. Ihn treibt ein Eigeninteresse, da er demnächst Mingo heiraten möchte. In der Gerichtsverhandlung kommen allmählich die Hintergründe dieses Falls ans Licht. Donat lässt die Verhandlung stoisch über sich ergehen, er wirkt geistesabwesend, fast desinteressiert und schicksalsergeben. Der Staatsanwalt kann nachweisen, dass der Angeklagte zur Tatzeit vor Ort in München gewesen war. Donats Strafverteidiger Dr. Fein möchte, dass sein Mandant zu kämpfen beginnt und versucht ihn aus der Reserve zu locken. Als dann Mingo auch noch ihren Prozessgegner, in den sie sich längst verliebt hat und den sie für unschuldig hält, im Gefängnis besucht, scheint Stefan allmählich aus seiner Lethargie aufzuwachen. Schließlich kommt die Wahrheit zutage: Agnes bat ihren Ex, das Gift zu besorgen, um sich von ihrem Leid und Schmerz zu erlösen; einem Wunsch, dem Donat lediglich aus Barmherzigkeit und Mitleid nachkam – ein Fall von Tötung auf Verlangen.

## Produktionsnotizen
… und nichts als die Wahrheit ist eine Neuverfilmung des deutschen Kriminalfilms Der Fall Deruga aus dem Jahr 1938 von Fritz Peter Buch nach einer Romanvorlage von Ricarda Huch. Die Dreharbeiten begannen im April 1958 in den Bavaria-Studios von Geiselgasteig und endeten am 16. Mai 1958. Die Uraufführung erfolgte am 8. August 1958 in Köln, die Fernseherstausstrahlung am 5. August 1963 im kurz zuvor erst auf Sendung gegangenen ZDF.
Dietrich von Theobald hatte die Produktionsleitung. Die Bauten entwarfen Hans Berthel und Robert Stratil, die Kostüme stammen von Margot Schönberger. Walter Rühland war für den Ton zuständig. Rainer Erler assistierte Regisseur Wirth, Franz Hofer hatte unter Chefkameramann Günther Senftleben die Kameraführung.
O. W. Fischer und Marianne Koch waren für ihre darstellerischen Leistungen für das Filmband in Gold nominiert.

## Kritiken
„‚Der Fall Deruga‘, der einzige Kriminalroman, den die bedeutende Erzählerin und Kulturhistorikerin Ricarda Huch verfaßt hat, wurde bei dieser zweiten Verfilmung zur Weihestätte für die Selbstverehrung des Otto Wilhelm Fischer. Als unschuldig angeklagter und dabei selbstloser Chirurg kann Fischer in alter Herrlichkeit und in aller Breite vorführen, wie schnöde die Welt einen Edelmenschen belästigt. Der vom Fernsehen abgeworbene Regisseur Franz Peter Wirth hat einige Dialoge mit Geschmack auf Zimmerlautstärke gedreht.“

„Daß ein Kriminalfilm mit O. W. Fischer ohne Paraderollen, ohne sensationelle Pointe auskommt und doch von Anfang bis Ende erregend sein kann, ist das bemerkenswerte Ergebnis der klugen Regie Franz Wirths, der nüchtern und klar bei der Sache blieb. (…) Die Dialogführung ist durchweg leise, unaufdringlich und diszipliniert. Die Kamera schmeichelt nicht. O. W. Fischer, ohne jede Pose, beherrschender Mittelpunkt, wirkt auf sympathische Art bescheiden. Auch Marianne Koch und Ingrid Andree, herber und intensiver denn je, sieht man mit neuen Augen.“

„Mit handwerklicher Sorgfalt gebauter, psychologisch jedoch nicht ganz abgerundeter Unterhaltungsfilm von einiger Spannung.“

Im Lexikon des Internationalen Films heißt es: „Handwerklich versierte, psychologisch nicht ganz schlüssige Mischung aus Melodram, Krimi und Gerichtsfilm, die weitgehend spannend unterhält.“